# Battaglia di Truillas
La battaglia di Truillas venne combattuta il 22 settembre 1793 tra l'esercito francese del Generale Dagobert e quello spagnolo, comandato dal Generale Antonio Ricardos. Lo scontro avvenne nei pressi del villaggio di Trouillas, nel sud della Francia (10 km a sud-ovest di Perpignan) e si concluse con la vittoria spagnola.